# Asticta nigricollis
Asticta nigricollis là một loài bướm đêm trong họ Erebidae.